# Region Flamandzki
Region Flamandzki, Flandria (nld. Vlaams Gewest, fr. Région flamande, niem. Flämische Region) – jeden z trzech regionów federalnych Belgii, położony w północnej części kraju i zamieszkany głównie przez ludność niderlandzkojęzyczną. Siedzibą parlamentu i rządu Regionu Flamandzkiego jest Bruksela (leżąca poza obszarem regionu – w osobnym Regionie Stołecznym Brukseli).

## Podział administracyjny
Region Flamandzki jest podzielony na pięć prowincji (Provincie / Province / Provinz):
1. Antwerpia (Antwerpen / Anvers), dzieli się na trzy okręgi (Arrondissement / Bezirk), w skład których wchodzi 69 gmin (Gemeente / Commune / Gemeinde)
2. Brabancja Flamandzka (Vlaams-Brabant / Brabant flamand / Flämisch-Brabant), dzieli się na dwa okręgi, w skład których wchodzi 65 gmin
3. Flandria Wschodnia (Oost-Vlaanderen / Flandre-Orientale / Ostflandern), dzieli się na sześć okręgów, w skład których wchodzi 60 gmin
4. Flandria Zachodnia (West-Vlaanderen / Flandre-Occidentale / Westflandern), dzieli się na osiem okręgów, w skład których wchodzą 64 gminy
5. Limburgia (Limburg / Limbourg), dzieli się na trzy okręgi, w skład których wchodzą 42 gminy

Do regionu należą łącznie 22 okręgi oraz 300 gmin.
Największe miasta to Antwerpia (Antwerpen / Anvers), Gandawa (Gent / Gand), Mechelen (Malines / Mecheln), Leuven (Louvain / Löwen), Hasselt, Brugia (Brugge / Bruges / Brügge).

## Historia
Flandria na przestrzeni wieków wchodziła w skład różnych państw i regionów. Od XII w. była pod panowaniem Francji, następnie od 1384 Burgundii. W 1477 przeszła w ręce Habsburgów, a w 1566 – królów hiszpańskich (Niderlandy Hiszpańskie). W 1713 w wyniku wojny o sukcesję hiszpańską przeszła pod rządy austriackie.
Po rewolucji francuskiej w 1794, podobnie jak całe Niderlandy, Flandria została anektowana przez Francję i włączona w jej struktury państwowe jako departamenty: Deux-Nèthes (Departement van de Twee Nethen / Departement der beiden Nethen), Dyle (Departement van de Dyle / Département de la Dyle / Departement der Dyle), Escaut (Departement van de Schelde / Département de l’Escaut / Departement der Schelde), Lys (Departement van de Leie / Département de la Lys / Departement der Lys) i Meuse-Inférieure (Departement van de Beneden-Maas / Departement der unteren Maas). W 1798 wybuchło powstanie przeciwko władzy francuskiej, w proteście przeciwko powoływaniu mężczyzn do armii tego kraju.
Po klęsce Napoleona pod Waterloo, na mocy kongresu wiedeńskiego Flandria weszła w skład nowego państwa – Królestwa Zjednoczonych Niderlandów, składającego się z dzisiejszej Belgii, Niderlandów i Luksemburga. Jego władca, król Wilhelm I prowadził nieudolne rządy, faworyzując protestanckie prowincje północne. Spowodowało to niezadowolenie katolików z południa, rewolucję (1830) i ostatecznie oderwanie się Flandrii i Walonii jako niepodległej Belgii, co zostało potwierdzone traktatem londyńskim w 1839.
W wyniku działalności autonomicznego ruchu flamandzkiego w 1962 ustalono granicę językową niderlandzko-francuską, tworząc w ten sposób region niderlandzkojęzyczny i usankcjonowano jednojęzyczność Flandrii (a dwujęzyczność dla regionu Brukseli). W 1970 utworzono wspólnotę flamandzką obejmującą instytucje i osoby we Flandrii oraz instytucje flamandzkie w Brukseli. W 1980 określono obszar regionu autonomicznego, który początkowo nie pokrywał się z podziałem administracyjnym Belgii na prowincje. Dlatego po utworzeniu w 1989 Regionu Stołecznego Brukseli, w 1995 wydzielono z Brabancji niderlandzkojęzyczną Brabancję Flamandzką. Od 1993 Flandria jest regionem federalnym.
13 grudnia 2006 francuska telewizja RTBF nadała kontrowersyjny program o fikcyjnej secesji Flandrii.

## Premierzy Flandrii
- 1981–1992: Gaston Geens (CVP)
- 1992–1999: Luc Van den Brande (CVP)
- 1999–2003: Patrick Dewael (VLD)
- 2003–2003: Renaat Landuyt (p.o., sp.a)
- 2003–2004: Bart Somers (VLD)
- 2004–2007: Yves Leterme (CD&V)
- 2007–2014: Kris Peeters (CD&V)
- 2014–2019: Geert Bourgeois (NVA)
- 2019–2019: Liesbeth Homans (NVA)
- 2019–2024: Jan Jambon (NVA)
- od 2024: Matthias Diependaele (NVA)[3]

## Media
We Flandrii telewizja publiczna nazywa się Vlaamse Radio- en Televisieomroeporganisatie. Jej kanałem jest één. Vtm, należące do Vlaamse Media Maatschappij, jest najpopularniejszym kanałem komercyjnym.

## Sport
Corocznie na terenie regionu rozgrywany jest wyścig kolarski Ronde van Vlaanderen.